# Александровский район (Ростовская область)
Александровский район — административно-территориальная единица в составе Ростовской области РСФСР, существовавшая в 1935—1962 годах. Административный центр — село Александровка.

## История
Александровский район был образован в 1935 году в результате разделения Азовского района Ростовской области на: Азовский, Александровский и Самарский районы.
С 13 сентября 1937 года он вошёл в состав Ростовской области.
В апреле 1962 года Александровский район был упразднён и его территория вошла в Азовский район.